# Tokyo Disneyland
Tokyo Disneyland (東京ディズニーランド, Tōkyō Dizunīrando) ou Disneylândia de Tóquio é um parque temático de 465 000 m² no Tokyo Disney Resort, situado em Urayasu, Chiba, Japão, próximo de Tóquio. Seu portão principal é diretamente adjacente as estações de trem Maihama e Disneyland Tokyo. Foi o primeiro parque da Disney a ser construído fora dos Estados Unidos e foi inaugurado em 15 de abril de 1983. O parque foi construído pela Walt Disney Imagineering, no mesmo estilo da Disneylândia, na Califórnia, e ao Magic Kingdom, na Flórida. É propriedade da The Oriental Land Company, que licencia o tema da The Walt Disney Company. A Tokyo Disneyland e seu parque vizinho, o Tokyo DisneySea, são os únicos parques da Disney que não são propriedade da The Walt Disney Company(antes Walt Disney Productions).
Há sete áreas temáticas do parque, cada uma complementando umas as outras, mas únicas em seu estilo. Em 2009, a Tokyo Disneyland recebeu cerca de 13 650 mil visitantes, classificando-o como o terceiro parque temático mais visitado do mundo, atrás apenas de seus parques estadunidenses irmãos, Magic Kingdom e Disneylândia.

## Áreas Temáticas
Só com algumas exceções, a Disneylândia de Tóquio apresenta as mesmas atrações encontradas na Disneylândia e no Magic Kingdom do Walt Disney World.

### World Bazaar
World Bazaar é o corredor da entrada principal e da principal área comercial da Disneylândia de Tóquio. Apesar de usar a palavra "World" no nome, a visão geral que se tem no World Bazaar é da América do século XX, como as áreas "Main Street, U.S.A." de outros parques do estilo do Magic Kingdom. O World Bazaar consiste em duas "ruas": Main Street (o corredor principal que vai da entrada principal até o Castelo da Cinderela), e a Center Street, que é perpendicular com a Main Street e leva até Adventureland de um lado e do outro à Tomorrowland. Uma peculiaridade do World Bazaar é um dossel permanente cobrindo a Main Street e a Center Street, feita para proteger os visitantes dos elementos.

### Adventureland
Adventureland consiste em duas áreas distintas, mas que se completam: A área temática de Nova Orleans, e uma área temática de Selva. É uma grosseira junção da New Orleans Square e as áreas de Adventureland encontradas na Disneylândia dos Estados Unidos. As principais atrações incluem Piratas do Caribe, Jungle Cruise, e The Enchanted Tiki Room.

### Westernland
Westernland é uma área temática do "Velho Oeste", como o Frontierland nos outros parques no estilo Magic Kingdom. Tal como Frontierland, a paisagem é de Westernland é dominada pelo Rivers of America, um canal artificial que é lar do Barco Fluvial Mark Twain, Tom Sawyer Island, e numerosos animais vivos e animatrônicos. As principais atrações incluem Big Thunder Mountain e o Teatro Country Bear.